# Iglesia de San Félix (Barruera)
La iglesia de San Félix (en catalán: església de Sant Feliu) es el templo parroquial románica de la localidad española de Barruera, cabeza del valle de Bohí, en la provincia de Lérida, Cataluña.
Pertenece al grupo de Iglesias románicas catalanas del Valle de Bohí, declarado Patrimonio de la Humanidad por la Unesco. Es contemporánea de las otras iglesias del entorno y probablemente fue hecha por los mismos maestros de obras.
Está situada al sudeste del núcleo del pueblo de Barruera, fuera del sector histórico del pueblo, en la partida de les Gavarreres. La carretera actual los separa.

## Historia
La Iglesia de San Félix de Barruera es mencionada desde el siglo XI en documentos del monasterio de Lavaix. Documentos de los años 1072 y 1103, por ejemplo, documentan de diversas maneras (dotaciones, sobre todo) la iglesia de San Félix, pero siempre de forma indirecta. No es hasta el siglo XIV que se tienen noticias directas seguras. En la última parte de la Edad Media y a lo largo de la Edad Moderna, San Feliu de Barruera aparece de forma regular en todo tipo de documentos. En esta documentación se encuentran constantes referencias al sistema de co-rectores que regía en el valle de Bohí. Se trataba de sacerdotes que debían ser hijos del valle (nacidos en el valle), y que obtenían el cargo del obispo a través de la presentación hecha por los concejales y hombres destacados de los pueblos del valle. Podía haber tantos co-rectores como hijos del valle sacerdotes pretendieran y obtuvieran el cargo, y en su ausencia, quedaba sin cubrir por nadie. Las rentas de los beneficios se repartían equitativamente entre los co-rectores que hubiera, y, en su defecto, los concejales dotaban uno o varios vicarios con ese dinero; los vicarios no tenían que ser hijos del valle. Sólo uno de los co-rectores ejercía de párroco, es decir, se encargaba del cuidado de las almas de los habitantes del valle; era un cargo anual, que iban ejerciendo uno tras otro.
La iglesia fue construida durante el siglo XI y constantemente afectada por obras sucesivas en los siglos posteriores. En la década de 1970 se hizo una intervención en el edificio que consistió en derribar la sacristía del lado norte, liberar el forro exterior que escondía la cabecera, modificar los tejados, derribar una capilla del lado sur, reconstruir la cubierta de la absidiola sur, repicar todo el exterior y consolidar el campanario.

## Descripción

### Iglesia
Se trata de una iglesia románica de una sola nave, cubierta con bóveda de cañón ligeramente peraltada, y ábside semicircular a levante. La nave está dividida en tres tramos y el presbiterio con doble arco triunfal por arcos torales sobre ménsulas, sin pilares. En la Edad Moderna se sobrealzó la nave, que tiene actualmente un techo muerto a lo largo de la nave.
Pudo ser este el planteamiento inicial del templo, pero pronto le fue añadido un segundo ábside, al sur, con un fragmento de transepto delante de él que tenía que dar forma de cruz latina al templo, aunque falta el ábside norte. Hay un fragmento de transepto norte, pero se trata de una capilla moderna, que no tiene nada que ver con el que está al mediodía.
Un análisis exhaustivo del templo ha llevado a los especialistas (véase la bibliografía) a pensar que el planteamiento para esta iglesia debió de ser una planta parecida a la de las iglesias de Tahull o Bohí, que, o bien fue totalmente desfigurado en siglos posteriores, o no se llegó nunca a desarrollarse completamente.
El ábside central tiene tres ventanas de doble derrame y el ábside meridional, dos, ambas de un solo derrame. El ábside central tiene ornamentación lombarda, con grupos de dos arcos ciegos, separados por lesenas. El ábside sur, en cambio, es totalmente liso en el exterior.

### Campanario
En el ángulo suroeste de la iglesia está el campanario. Es de torre y se aparta del modelo de los campanarios de Erill la Vall, Bohí y Tahull. Toda la decoración que hay son unas molduras muy sencillas, que marcan los niveles de la construcción. Es de tres pisos y en cada fachada de los dos niveles superiores hay una única ventana de medio punto.

### Pórtico
El pórtico se abre en la fachada de poniente y tiene ante sí un porche que lo cobija. El porche se abre al sur y al oeste mediante arcos de medio punto, y queda cerrado el norte, donde el terreno presenta un desnivel.
La puerta, de medio punto, está resaltada por dos nervios moldurados y trasdosados, con una moldura que hace de guardapolvo. Aunque la factura es románica, este tipo de puertas se dan sobre todo en época gótica. Algunos detalles de construcción hacen pensar que la puerta debía estar anteriormente en otro lugar, o que el nivel del exterior de la iglesia se modificó de forma importante en alguna época no muy antigua. Hay que recordar que el emplazamiento preferido para el pórtico, en una construcción románica, era casi siempre la fachada de mediodía.